# Ampsalis geniata
Ampsalis geniata är en tvåvingeart som beskrevs av Walker 1859. Ampsalis geniata ingår i släktet Ampsalis och familjen vapenflugor. Inga underarter finns listade i Catalogue of Life.